# Intel 8020
Intel 8020 je osmibitový jednočipový mikropočítač firmy Intel patřící do rodiny MCS-48. Obsahuje 24bitový paralelní I/O port, 4 KiB PROM programové paměti a 1 KiB datové paměti (RAM). Po jistou dobu byl montován do počítačů Vector (konkrétně se jednalo o typ Vector 3).